# خاطرات الحمرا (مجموعه تلویزیونی)
خاطرات الحمرا (انگلیسی: Memories of the Alhambra؛ کره‌ای: 알함브라 궁전의 추억) یک مجموعهٔ تلویزیونی کره جنوبی سال ۲۰۱۸ با بازی هیون بین و پارک شین هه است. این مجموعه ابتدا در اسپانیا قرار دارد (و در قسمت‌های آخر در کره جنوبی)، و حول محور یک مدیر عامل شرکت و یک صاحب خوابگاه می‌چرخد که درگیر یک سری حوادث مرموز پیرامون یک بازی جدید و پیچیدهٔ واقعیت افزوده که از داستان‌های کاخ الحمرا الهام گرفته شده‌است، می‌شوند. این مجموعه از ۱ دسامبر ۲۰۱۸ تا ۲۰ ژانویه ۲۰۱۹، شنبه و یکشنبه‌ها، ساعت ۲۱:۰۰ (کی‌اس‌تی) از شبکهٔ کابلی تی‌وی‌ان برای ۱۶ قسمت به روی آنتن رفت. خاطرات الحمرا همچنین برای استریم آنلاین در نتفلیکس در دسترس است.
این مجموعه یکی از پربیننده‌ترین مجموعه‌های کره‌ای در تاریخ تلویزیون کابلی است و به خاطر طرح نوآورانه و پیچ و تاب‌های غیرمنتظره‌اش مورد ستایش قرار گرفت. عنوان آن همچنین به قطعهٔ معروف گیتار کلاسیک فرانسیسکو تارگا، به نام خاطرات الحمرا، که همچنین بخشی از موسیقی متن این مجموعه است، اشاره دارد.

## خلاصهٔ داستان
یو جین-وو (هیون بین)، مدیر عامل یک شرکت سرمایه‌گذاری متخصص در دستگاه‌های نوری، پس از دریافت ایمیل دربارهٔ یک بازی پیشگامانهٔ واقعیت افزوده (AR) در مورد نبردهای قرون وسطایی در الحمرا، برای دیدار با خالق بازی، جونگ سه-جو (چانیول)، به گرانادا (در اسپانیا) سفر می‌کند. با این حال، سه-جو مفقود شده و در آنجا، خواهر بزرگتر سه-جو، جونگ هی-جو (پارک شین هه) را ملاقات می‌کند، که مالک خوابگاهی است که در آن اقامت دارد و یک گیتاریست سابق است. مرز بین جهان واقعی و دنیای واقعیت افزوده (AR) ساخته‌شده توسط سه-جو در حال محو شدن است، و هر دو درگیر حوادث مرموز می‌شوند.

## بازیگران

### بازیگران اصلی
- هیون بین در نقش یو جین-وو[۱۴][۱۵] (مدیر عامل و بنیان‌گذار شرکت جی وان)
- پارک شین هه در نقش جونگ هی-جو[۱۶]
  - لی چه-یون در نقش کودکی هی-جو

### بازیگران فرعی

#### اطرافیان جونگ هی-جو
- چانیول در نقش جونگ سه-جو[۱۷][۱۸] (برادر کوچکتر هی-جو)
  - کیم جون-ای در نقش کودکی سه-جو
- کیم یونگ-ریم در نقش اوه یونگ-شیم[۱۹] (مادربزرگ هی-جو)
- لی ره در نقش جونگ مین-جو[۲۰] (خواهر کوچکتر هی-جو)
  - پارک چه-هی در نقش خردسالی جونگ مین-جو
- لی هاک-جو در نقش کیم سانگ-بوم[۲۱] (دوست صمیمی هی-جو)

#### اطرافیان یو جین-وو
- پارک هون در نقش چا هیونگ-سوک[۲۲] (دوست جین-وو و مدیر عامل شرکت فناوری نیوورد و بنیان‌گذار شرکت جی وان)
- لی سونگ-جون در نقش پارک سون-هو[۲۳] (مدیر استراتژی تجارت و بنیان‌گذار شرکت جی وان)
- مین جین-وونگ در نقش سو جانگ-هون[۲۴] (منشیِ جین-وو)
- جو هیون-چول در نقش چوی یانگ-جو[۲۵] (رئیس تیم تحقیقاتی و توسعهٔ جی وان)
- کیم ای-سانگ در نقش چا بیونگ-جون[۲۶] (پدر چا هیونگ-سوک)

### سایر بازیگران
- لی شی-وون در نقش لی سو-جین[۲۷] (اولین همسر سابق یو جین-وو)
- ریو ابل در نقش لی سو-کیونگ[۱۹] (خواهر بزرگتر لی سو-جین که گلفروش است)
- هان بو-روم در نقش کو یو-را[۲۸] (دومین همسر سابق یو جین-وو)
- لی جه-ووک در نقش مارکو هان[۲۹] (برنامه‌نویس و هکر وابسته به سه-جو)
- پارک جین-وو در نقش نو یونگ-جون[۱۹] (مدیر برنامهٔ یو-را)

### بازیگران مهمان
- پارک هه-سو در نقش A (قسمت ۱، ۲، ۴، ۸)[۳۰]
- جونگ مین-سونگ در نقش پدر هی-جو (قسمت ۳)
- چوی یو-سونگ در نقش مادر هی-جو (قسمت ۳)
- کیم هیون-موک در نقش کارمند جی وان (قسمت ۷، ۱۰، ۱۶)
- پارک سول-گی در نقش خبرنگار برنامه سرگرمی اخبار (قسمت ۷، ۱۶)
- پارک جونگ-جین در نقش مجری اخبار هفتگی زنده
- اوم سونگ-سوپ در نقش خبرنگار اخبار هفتگی زنده

## تولید
این مجموعه توسط آن گیل-هو کارگردانی شده که کارگردان مجموعهٔ غریبه نیز بوده‌است و سونگ جه-جونگ نویسندگی این مجموعه را بر عهده داشته که مجموعه‌های دابلیو و ملکه و من از کارهای قبلی او است.
خاطرات الحمرا به عنوان اولین درام کره‌ای با موضوع واقعیت افزوده شناخته می‌شود که از غول فناوری ایلان ماسک و بازی پوکمون گو الهام گرفته‌است.
اولین جلسهٔ فیلمنامه خوانی در مه ۲۰۱۸ انجام شد.
فیلم‌برداری خارج از کشور از اواخر ماه مه تا ژوئیه در چندین شهر در اندلس و کاتالونیا مانند گرانادا (اندلس)، بارسلون و خیرونا (برخی از فضاهای داخلی و خارجی) و تراسسا (استودیوهای خارجی و فیلم) در کاتالونیا انجام شد. در اوایل اوت، بازیگران فیلم‌برداری را در بوداپست، مجارستان و اسلوونی آغاز کردند. فیلمنامهٔ قسمت آخر در ۱۹ دسامبر ۲۰۱۸ کامل شد و فیلمبرداری آن در ۲۹ دسامبر ۲۰۱۸ در کره جنوبی به پایان رسید.
در ۲۸ نوامبر ۲۰۱۸، یک پیش‌نمایش در یک سینمای CGV در یونگسان، سئول قبل از پخش قسمت اول برگزار شد.

## بازخورد
خاطرات الحمرا یک موفقیت تجاری بود، به‌طور مداوم در برترین‌های رده‌بندی بینندگان تلویزیون کابلی در جدول زمانی خود قرار گرفت. قسمت چهاردهم آن ۱۰٫۰۲۵٪ از سهم مخاطبان در سراسر کشور را با توجه به پلتفرم پرداختی نیلسن در سراسر کشور به ثبت رسانده‌است و آن را به عنوان یکی از بالاترین رتبه‌بندی‌ها در تاریخ تلویزیون کابلی کره قرار داده‌است.
این درام به دلیل موضوع منحصر به فرد واقعیت افزوده، توجه‌ها را به خود جلب کرده‌است؛ و بخاطر گرافیک رایانه‌ای پیشرفته، فیلمبرداری و داستان سرایی سریع آن مورد ستایش قرار گرفت. منتقد جونگ سوک هی این درام را به خاطر داستان مرموز و فریبنده ای که تا پایان توجه بینندگان را جلب کرده، ستود و اینکه «این توانایی را دارد که به یکی از بهترین درام‌های تلویزیونی تبدیل شود که سالها دیده‌ایم». با این حال، بعداً انتقاداتی را برای گسترش گیج کننده و آهستهٔ داستان، و گمارش بیش از حد محصول دریافت کرد.
طبق گفتهٔ بنیاد کره برای تبادل فرهنگی بین‌المللی، این مجموعه به دلیل بازیگران، فیلمبرداری و داستان تازهٔ خود، مورد بازبینی و محبوبیت مطلوب در چین قرار گرفته‌است.

## ریتینگ
| فصل | فصل | شمارهٔ قسمت | شمارهٔ قسمت | شمارهٔ قسمت | شمارهٔ قسمت | شمارهٔ قسمت | شمارهٔ قسمت | شمارهٔ قسمت | شمارهٔ قسمت | شمارهٔ قسمت | شمارهٔ قسمت | شمارهٔ قسمت | شمارهٔ قسمت | شمارهٔ قسمت | شمارهٔ قسمت | شمارهٔ قسمت | شمارهٔ قسمت | میانگین |
| فصل | فصل | ۱          | ۲          | ۳          | ۴          | ۵          | ۶          | ۷          | ۸          | ۹          | ۱۰         | ۱۱         | ۱۲         | ۱۳         | ۱۴         | ۱۵         | ۱۶         | میانگین |
| --- | --- | ---------- | ---------- | ---------- | ---------- | ---------- | ---------- | ---------- | ---------- | ---------- | ---------- | ---------- | ---------- | ---------- | ---------- | ---------- | ---------- | ------- |
|     | ۱   | ۱٫۸۷۵      | ۲٫۰۰۶      | ۱٫۸۱۲      | ۲٫۲۵۰      | ۱٫۸۵۶      | ۲٫۰۷۰      | ۱٫۸۲۸      | ۲٫۳۶۶      | ۲٫۰۴۵      | ۲٫۵۷۵      | ۲٫۴۵۴      | ۲٫۸۲۸      | ۲٫۴۸۰      | ۲٫۸۵۳      | ۲٫۴۱۸      | ۲٫۷۵۱      | ۲٫۲۷۹   |

| ۱ | ۱ دسامبر ۲۰۱۸  | ۷٫۵۰۷٪ (اول)  | ۹٫۱۸۸٪ (اول)  |
| ۲ | ۲ دسامبر ۲۰۱۸  | ۷٫۳۶۳٪ (اول)  | ۹٫۱۷۹٪ (اول)  |
| ۳ | ۸ دسامبر ۲۰۱۸  | ۶٫۹۵۰٪ (اول)  | ۸٫۷۸۸٪ (اول)  |
| ۴ | ۹ دسامبر ۲۰۱۸  | ۸٫۱۵۴٪ (اول)  | ۱۱٫۱۸۰٪ (اول) |
| ۵ | ۱۵ دسامبر ۲۰۱۸ | ۶٫۸۲۹٪ (اول)  | ۸٫۳۵۱٪ (اول)  |
| ۶ | ۱۶ دسامبر ۲۰۱۸ | ۷٫۸۶۳٪ (اول)  | ۱۰٫۲۰۶٪ (اول) |
| ۷ | ۲۲ دسامبر ۲۰۱۸ | ۷٫۴۴۲٪ (اول)  | ۹٫۹۲۱٪ (اول)  |
| ۸ | ۲۳ دسامبر ۲۰۱۸ | ۸٫۵۰۴٪ (اول)  | ۱۱٫۲۰۰٪ (اول) |
| ۹ | ۲۹ دسامبر ۲۰۱۸ | ۷٫۵۶۳٪ (اول)  | ۹٫۷۹۷٪ (اول)  |
| ۱۰ | ۳۰ دسامبر ۲۰۱۸ | ۹٫۲۰۷٪ (اول)  | ۱۱٫۷۷۶٪ (اول) |
| ۱۱ | ۵ ژانویه ۲۰۱۹  | ۹٫۴۳۱٪ (اول)  | ۱۲٫۴۴۰٪ (اول) |
| ۱۲ | ۶ ژانویه ۲۰۱۹  | ۹٫۸۵۱٪ (اول)  | ۱۳٫۵۹۲٪ (اول) |
| ۱۳ | ۱۲ ژانویه ۲۰۱۹ | ۹٫۳۱۶٪ (اول)  | ۱۱٫۸۴۱٪ (اول) |
| ۱۴ | ۱۳ ژانویه ۲۰۱۹ | ۱۰٫۰۲۵٪ (اول) | ۱۲٫۹۹۶٪ (اول) |
| ۱۵ | ۱۹ ژانویه ۲۰۱۹ | ۹٫۰۰۴٪ (اول)  | ۱۱٫۴۵۰٪ (اول) |
| ۱۶ | ۲۰ ژانویه ۲۰۱۹ | ۹٫۹۳۳٪ (اول)  | ۱۲٫۳۸۳٪ (اول) |
| میانگین | میانگین        | ۸٫۴۳۴٪        | ۱۰٫۸۹۳٪       |
| قسمت ویژه | ۲۱ دسامبر ۲۰۱۸ | ۳٫۳۴۱٪        | ۴٫۳۱۹٪        |
| - در جدول بالا، اعداد آبی کمترین رتبه را دارند و اعداد قرمز بیشترین رتبه را نشان می‌دهند. - این درام از یک کانال کابلی/پولی تلویزیون پخش می‌شود که در مقایسه با تلویزیون آزاد/پخش کننده‌های عمومی (اس‌بی‌اس، کی‌بی‌اس، ام‌بی‌سی و ئی‌بی‌اس) به‌طور معمول مخاطبان نسبتاً کمتری دارد. |                |               |               |

## جوایز و نامزدی‌ها
| سال  | مراسم                                        | عنوان جایزه                    | گیرنده                       | نتیجه    | منابع  |
| ---- | -------------------------------------------- | ------------------------------ | ---------------------------- | -------- | ------ |
| ۲۰۱۹ | پنجاه و پنجمین مراسم اهدای جوایز هنری بکسانگ | بهترین کارگردان (تلویزیون)     | آن گیل-هو                    | نامزدشده | [ ۶۰ ] |
| ۲۰۱۹ | پنجاه و پنجمین مراسم اهدای جوایز هنری بکسانگ | بهترین بازیگر نقش اول مرد      | هیون بین                     | نامزدشده | [ ۶۰ ] |
| ۲۰۱۹ | پنجاه و پنجمین مراسم اهدای جوایز هنری بکسانگ | بهترین بازیگر تازه‌کار مرد      | پارک هون                     | نامزدشده | [ ۶۰ ] |
| ۲۰۱۹ | پنجاه و پنجمین مراسم اهدای جوایز هنری بکسانگ | جایزه فنی                      | پارک سونگ-جین (جلوه‌های ویژه) | برنده    | [ ۶۰ ] |
| ۲۰۱۹ | دوازدهمین جوایز درامای کره                   | جایزه برترین بازیگر نقش اول زن | پارک شین هه                  | نامزدشده | [ ۶۱ ] |

## پخش بین‌المللی
خاطرات الحمرا یک ساعت پس از پخش در کره، از شبکهٔ نتفلیکس در آسیا و سرزمین‌های انگلیسی زبان پخش شد. این درام در ژاپن، در ۲ دسامبر پخش شد، در حالی که در اروپا، آمریکای جنوبی و سایر نقاط جهان، پخش از ۱۱ دسامبر آغاز شد.